# Neologisme de l'any
El neologisme de l'any és aquell mot de nova creació o difusió en llengua catalana, triat per una votació establerta per l'Observatori de Neologia de la Universitat Pompeu Fabra i l'Institut d'Estudis Catalans com a més rellevant de l'any. Va començar el 2014 i es tria per mitjà de votació popular a partir de les propostes de la comunitat de parlants.
Segons l'IEC, el projecte es va basar en l'equivalent en castellà de la Fundéu i així mateix de les iniciatives anàlogues en anglès d'Oxford, Chambers i Merriam-Webster. Comporta l'estudi de la possibilitat d'incorporació al Diccionari de la llengua catalana, a criteri de la Secció Filològica de l'Institut d'Estudis Catalans.
En la tercera edició, es va sortejar entre els participants un volum de la Gramàtica de la llengua catalana i un lot de llibres cedit per les editorials Comanegra, Adis, Gregal i Barcanova.
En la desena edició, els organitzadors van ser l'Observatori de Neologia de la Universitat Pompeu Fabra, la Secció Filològica de l'Institut d'Estudis Catalans i, com a novetat, el TERMCAT i el mitjà 3Cat, que disposa del portal lingüístic ésAdir. De manera puntual, a més, aquell any es va dividir la votació en dues categories: paraules noves (neologismes amb un curt recorregut, representatius de l'any) i paraules corrents (neologismes més assentats, però mancats de reconeixement normatiu). Per celebrar el desè aniversari de la campanya també es va impulsar un concurs de mems lingüístics transmèdia (a X, Instagram i TikTok).
| Edició | Any  | Mot guanyador        | Inclusió en el DIEC | Sistema          | Nombre de participants | Vots   | Mots finalistes | Ref.          |
| ------ | ---- | -------------------- | ------------------- | ---------------- | ---------------------- | ------ | --- | ------------- |
| 1a     | 2014 | estelada             | Sí                  | Selecció interna | 200                    | -      | sobiranisme, selfie, extracomunitari, cardaamic, taulèfon, minifeina, vistaire, untall, feinaaddicte, acroioga, triscaidefòbia, vídeo de pantalla, full de ruta, corrupte, escoleta, ambient, lumbersexual, sexi, xulo, bolo, tofu, kebab | [ 2 ] [ 5 ]   |
| 2a     | 2015 | dron                 | Sí                  | Votació popular  | 1.500                  | 28,9 % | cupaire, viral, sobiranisme, gihadisme, geolocalització, indepe, mem, núvol, tacticisme | [ 6 ]         |
| 3a     | 2016 | vegà                 | Sí                  | Votació popular  | 1.700                  | 21,6 % | maridatge, micropoble, ciutat refugi, invisibilitzar, gihadista, precaritzar, antropocè, nomofòbia, futtoc, superlluna, transmèdia | [ 4 ]         |
| 4a     | 2017 | cassolada            | Sí                  | Votació popular  | 5.600                  | 23,8 % | fer pinya, feminicidi, transgènere, micromasclisme, sobiranisme, gentrificació, judicialitzar, hiperventilar, turismofòbia | [ 7 ]         |
| 5a     | 2018 | sororitat            | Sí                  | Votació popular  | 5.500                  | 32,6 % | èpic, demofòbia, sostre de vidre, migrant, microplàstic, criptomoneda, seriòfil, narcopís, pis rusc | [ 8 ]         |
| 6a     | 2019 | emergència climàtica | No                  | Votació popular  | 6.400                  | 21,6 % | trap, vermuteria, exoplaneta, umami, residu zero, xipar, pactòmetre, bicitaxi | [ 10 ]        |
| 6a     | 2019 | animalista           | Sí                  | Votació popular  | 6.400                  | 20,9 % | trap, vermuteria, exoplaneta, umami, residu zero, xipar, pactòmetre, bicitaxi | [ 10 ]        |
| 7a     | 2020 | coronavirus          | Sí                  | Votació popular  | 9.643                  | 15,8 % | videotrucada, conspiranoic, mascareta, teletreballar, infodèmia, grup bombolla, desconfinament, traçabilitat, desescalada | [ 11 ]        |
| 8a     | 2021 | negacionisme         | Sí                  | Votació popular  | 8.045                  | 18,1 % | podcast, cisgènere, distòpic, antivacunes, presencialitat, edatisme, disfòbia, cronificar, monodosi | [ 12 ] [ 13 ] |
| 9a     | 2022 | birra                | Sí                  | Votació popular  | 13.985                 | 32,6 % | salut mental, tuti, violència vicària, poliamor, metavers, revictimització, nanosatèl·lit, submissió química, micromobilitat | [ 14 ]        |
| 10a    | 2023 | viralitzar           | No                  | Votació popular  | 14.035                 | 28,2 % | bot, ecoansietat, gazià, grassofòbia, hipersexualització, nit tropical, refugi climàtic, sexoafectiu, superilla | [ 15 ]        |
| 10a    | 2023 | tiet                 | No                  | Votació popular  | 14.035                 | 32,2 % | bici, brutal, friqui, gorro, guai, plataforma, porno, quiròfan, xarxa social | [ 15 ]        |
| 11a    | 2024 | dana                 | No                  | Votació popular  | 10.378                 | 21,4%  | cancel·lar, fentanil, hora tranquil·la, minisèrie, no-binari, nom sentit, presentisme, transició energètica, transitar | [ 16 ] [ 17 ] |